# Tập đoàn Sơn Hải
Công ty Trách nhiệm hữu hạn Tập đoàn Sơn Hải, thường được gọi là Tập đoàn Sơn Hải, là một doanh nghiệp xây dựng. Cho đến năm 2023, đây là nhà thầu công trình hạ tầng duy nhất tại Việt Nam có cam kết bảo hành chất lượng từ 5 đến 10 năm tại các công trình thi công.

## Lịch sử
Tập đoàn Sơn Hải do ông Nguyễn Viết Hải thành lập vào ngày 13 tháng 4 năm 1998 tại Thành phố Đồng Hới, Tỉnh Quảng Bình, Việt Nam. Ngành nghề kinh doanh chính là xây dựng nhà các loại, xây dựng công trình đường sắt, đường bộ, san lấp mặt bằng, trồng trọt, kinh doanh bất động sản.

### Tiểu sử ông Nguyễn Viết Hải
Nguyễn Viết Hải sinh ngày 12 tháng 10 năm 1966 tại xã Hòa Trạch, huyện Bố Trạch, tỉnh Quảng Bình.
Từ tháng 1 năm 1984 đến tháng 2 năm 1993, ông là cán bộ Công an tỉnh Quảng Bình. Từ ngày 1 tháng 6 năm 1994, ông nghỉ việc theo chế độ 176. Từ tháng 6 năm 1994 đến tháng 4 năm 1998, ông tham gia kinh doanh hộ cá thể tại phường Bắc Lý, thành phố Đồng Hới, tỉnh Quảng Bình. Từ tháng 4 năm 1998 đến tháng 2 năm 2010, ông trở thành Giám đốc Công ty Xây dựng tổng hợp Sơn Hải. Từ tháng 2 năm 2010 đến nay, ông trở thành Chủ tịch Hội đồng thành viên Công ty Trách nhiệm hữu hạn Tập đoàn Sơn Hải.
Ông được nhà nước Việt Nam trao tặng:
- Huân chương Lao động hạng Ba năm 2019;
- Bằng khen của Thủ tướng Chính phủ năm 2003;
- Bằng khen của Bộ trưởng Bộ Giao thông vận tải năm 2015;
- Bằng khen của Bộ trưởng Bộ Tài chính năm 2015;
- Bằng khen của Tổng Giám đốc BHXH Việt Nam (năm 2015, 2016, 2017);
- Bằng khen của Chủ tịch UBND tỉnh Quảng Bình (năm 2016, 2017, 2018);
- Bằng khen của Liên đoàn Lao động tỉnh Quảng Bình (năm 2018, 2019, 2020)

Năm 2021, ông tham gia ứng cử và được bầu làm đại biểu Hội đồng nhân dân tỉnh Quảng Bình nhiệm kỳ 2021–2026.

## Thành viên chủ chốt
Năm 2023, Ông Nguyễn Viết Hải hiện là Chủ tịch Hội đồng quản trị Tập đoàn Sơn Hải, vị trí Giám đốc do ông Lê Thanh Hướng đảm nhiệm. Trong danh sách người đại diện theo pháp luật của Tập đoàn Sơn Hải còn 4 thành viên khác gồm ông Nguyễn Viết Vương, Nguyễn Thanh Hải, Ngô Minh Ngọc và Hoàng Minh Trường.

## Quá trình hoạt động
Những gói thầu thuộc Dự án cao tốc Bắc – Nam phía Đông được Tập đoàn Sơn Hải thực hiện hoặc thực hiện một phần:
1. Gói thầu 10–XL thuộc dự án Mai Sơn – Quốc lộ 45 (Ninh Bình – Thanh Hóa)
2. Gói thầu XL–01 thuộc cao tốc Nghi Sơn – Diễn Châu bao gồm các hạng mục chính: Thi công xây dựng đoạn Km380+000 – Km389+900 (bao gồm khảo sát, thiết kế bản vẽ thi công), dự án thành phần cao tốc Bắc – Nam phía Đông đoạn Nghi Sơn – Diễn Châu.
3. Dự án đường cao tốc Nha Trang – Cam Lâm, có chiều dài 49,1 km. Chủ đầu tư là Tập đoàn Sơn Hải, doanh nghiệp dự án là Công ty TNHH Đầu tư đường cao tốc Nha Trang – Cam Lâm. Dự án này khánh thành vào ngày 18 tháng 6 năm 2023, vượt tiến độ 3 tháng.
4. Gói thầu XL–01 thuộc cao tốc Vũng Áng – Bùng có chiều dài 32,5 km, trong đó, đoạn qua Hà Tĩnh là 12,9 km
5. Gói thầu XL02: Thi công xây dựng đoạn Km337+500 ÷ Km368+350 (bao gồm khảo sát, TKBVTC) cao tốc Bắc – Nam phía Đông đoạn Vân Phong – Nha Trang
6. Gói thầu số 12–XL: Thi công xây dựng đoạn Km23+500 – Km70+091 (bao gồm khảo sát, thiết kế bản vẽ thi công) cao tốc Bắc – Nam phía Đông đoạn Hoài Nhơn – Quy Nhơn

Ngoài ra, tập đoàn Sơn Hải từng tham gia dự án cải tạo, nâng cấp Quốc lộ 1 đoạn qua Quảng Bình và Quốc lộ 14 qua Tây Nguyên.

## Các sự việc xoay quanh

### Bị chơi xấu để hạ uy tín
Năm 2015, tuyến Quốc lộ 1 đoạn qua Quảng Bình có nghi vấn bị đổ hóa chất phá hoại mặt đường, đoạn đường này do tập đoàn Sơn Hải thi công. Công an tỉnh Quảng Bình lấy mẫu gửi Cục Kỹ thuật hình sự (Bộ Công an) giám định, nhưng không thấy công bố chính thức kết quả điều tra, xác minh nghi can.
Tháng 10 năm 2023, Tập đoàn Sơn Hải phát hiện từ Km382 – Km384 thuộc địa phận xã Nghi Sơn (Thanh Hóa) xuất hiện nhiều đoạn bong lớp nhựa bề mặt đường kéo dài chục hét. Đoạn đường này do Tập đoàn thi công, thông xe được một tháng thì phát hiện nhiều đoạn bị hư hỏng bề mặt vì hóa chất. Tập đoàn đã trình báo khẩn cấp các cơ quan chức năng của tỉnh Thanh Hóa.

### Xích mích với chủ đầu tư
Tháng 6 năm 2023, Tập đoàn Sơn Hải là một thành viên trong liên danh nhà thầu thi công dự án cao tốc đoạn Nghi Sơn – Diễn Châu, cụ thể là gói thầu XL01 cao tốc Bắc – Nam. Tập đoàn gửi đơn đến Bộ GTVT, trong đơn viết rằng Tập đoàn bị chủ đầu tư gây khó dễ trong việc dự toán, nghiệm thu, thanh toán công trình. Cả Bộ Giao thông Vận tải và PMU6 đều lên tiếng khẳng định, đối với các dự án cao tốc Bắc – Nam, không có chuyện các PMU và cơ quan quản lý Nhà nước gây khó dễ, cản trở nhà thầu trong việc thi công, thanh toán dự án.

### Bị phá hoại biển cam kết bảo hành
Theo một video clip ngày 29 tháng 10 năm 2024, một nhóm người đi xe tải có cẩu nâng đi dọc tuyến cao tốc Nghi Sơn - Diễn Châu và phá hết toàn bộ 9 biển cam kết bảo hành 10 năm của Tâp đoàn Sơn Hải trên tuyến đường. Ngày 1 năm 11 năm 2024, Tập đoàn Sơn Hải gửi đơn tố giác tội phạm đến Công an tỉnh Thanh Hóa và Công an thị xã Nghi Sơn để đề nghị những cơ quan này vào cuộc điều tra hành vi có dấu hiệu phá hoại trên tuyến cao tốc Nghi Sơn - Diễn Châu.